# 普雷西永
普雷西永（法語：Précilhon，法語發音：[pʁesijɔ̃]）是法国大西洋比利牛斯省的一个市镇，位于该省东南部，属于奥洛龙-圣玛丽区。

## 地理
普雷西永（43°11'43"N, 0°34'49"W）面积6.39 平方千米，位于法国新阿基坦大区大西洋比利牛斯省，奥洛龙-圣玛丽市区东部。
与普雷西永接壤的市镇（或旧市镇、城区）包括：埃斯库特、埃斯蒂亚莱斯克、戈埃斯、奥洛龙-圣玛丽。
普雷西永的时区为UTC+01:00、UTC+02:00（夏令时）。

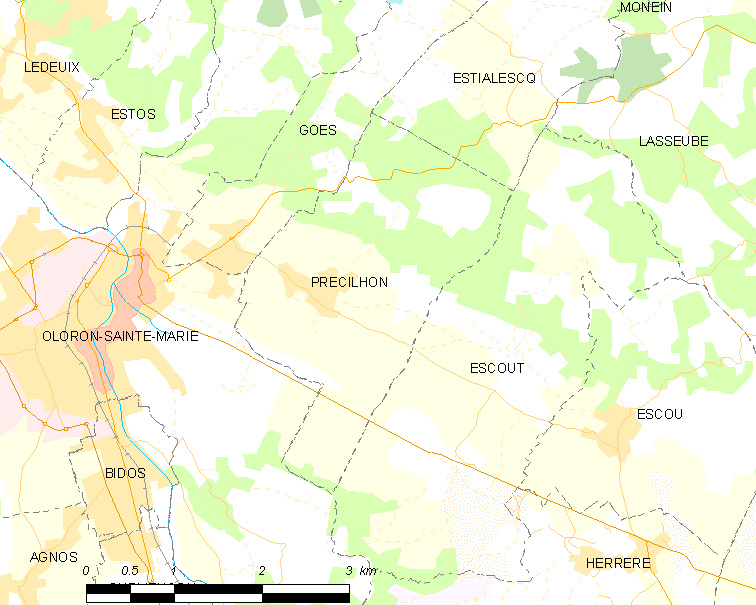
普雷西永的OSM定位图

## 行政
普雷西永的邮政编码为64400，INSEE市镇编码为64460。

## 政治
普雷西永所属的省级选区为奥洛龙-圣玛丽第二县。

## 交通
省道D116线经过市中心，D24线则经过北侧。

## 人口

1962-2008年间普雷西永人口变化图示

普雷西永于2022年1月1日时的人口数量为405人。